# تنفس احتضاري
التنفس الاحتضاري (بالإنجليزية: Agonal respiration)‏ أو التنفس اللاهث أو المبهور (بالإنجليزية: gasping respiration)‏ هو نمط غير طبيعي من التنفس، ورد فعل منعكس من جذع الدماغ يتميز باللهث، والتنفس المجهد والمصحوب بأصوات غريبة ورمع عضلي،:164, 166 وتشمل الأسباب المحتملة للتنفس الاحتضاري كل من نقص التروية الدماغية، نقص الأكسجين الشديد (نقص إمداد الأنسجة بالأكسجين) حتى انعدامه (النضوب الكلي للأكسجين). يُمثل التنفس الاحتضاري علامة طبية خطيرة للغاية تتطلب عناية طبية فورية، حيث قد تتطور الحالة بشكل عام للانقطاع الكامل للتنفس ومن ثم الوفاة.
يستخدم المصطلح أحيانًا (بشكل غير دقيق) للإشارة إلى أنماط التنفس المليئة بالمجهدة المصاحبة لفشل الأعضاء (مثل فشل الكبد والفشل الكلوي)، متلازمة الاستجابة الالتهابية الجهازية والصدمة الإنتانية والحماض الأيضي (انظر تنفس كوسماول، أو بشكل عام أي تنفس مُجهد، بما في ذلك تنفس بيو والتنفس الهزعي).
يُمكن مشاهدة التنفس الاحتضاري بشكل شائع في حالات الصدمة القلبية أو السكتة القلبية، حيث قد يستمر التنفس الاحتضاري لعدة دقائق بعد توقف ضربات القلب. ويُعتبر وجود التنفس الاحتضاري في هذه الحالات مؤشرا لتشخيص أفضل من حالات السكتة القلبية التي لا يصاحبها تنفس احتضاري.